# Почекуйка
Почекуйка — река в России, протекает по Сургутскому району и городу Сургут Ханты-Мансийского АО. Устье реки находится в 1488 км по правому берегу реки Обь. Длина реки составляет 69 км, площадь водосборного бассейна 527 км².
Берёт начало из безымянного озера на высоте 75 м над уровнем моря.

## Притоки
- 13 км: Сормина (лв)
- Сосновый (лв)
- 55 км: без названия (лв)

## Данные водного реестра
По данным государственного водного реестра России относится к Верхнеобскому бассейновому округу, водохозяйственный участок реки — Обь от впадения реки Вах до города Нефтеюганск, речной подбассейн реки — Обь ниже Ваха до впадения Иртыша. Речной бассейн реки — (Верхняя) Обь до впадения Иртыша.